# أفضل
أفضل هي قرية في مقاطعة ميانة، إيران. عدد سكان هذه القرية هو 93 في سنة 2006.